# Ophisma esperanza
Ophisma esperanza là một loài bướm đêm trong họ Erebidae.